# Natri nitrit (dùng trong y tế)
Natri nitrit được sử dụng làm thuốc cùng với natri thiosulfat để điều trị ngộ độc xyanua. Nó chỉ được khuyến cáo sử dụng trong trường hợp người bệnh bị ngộ độc xyanua nặng. Ở những người bị ngộ độc cả xyanua và cacbon monoxit thì natri thiosulfat thường được khuyến cáo sử dụng thay cho natri nitrit. Nó được đưa vào cơ thể bệnh nhân bằng cách tiêm chậm vào tĩnh mạch.
Tác dụng phụ của natri nitrit có thể bao gồm các chứng huyết áp thấp, đau đầu, khó thở, mất ý thức và nôn mửa. Khuyến cáo cần thận trọng hơn ở những người mắc bệnh tim tiềm ẩn. Nồng độ methemoglobin của bệnh nhân nên được kiểm tra thường xuyên trong quá trình điều trị. Mặc dù không được nghiên cứu kỹ khi mang thai, nhưng có một số bằng chứng về tác hại tiềm ẩn của chất này đối với em bé. Natri nitrit được cho là hoạt động bằng cách tạo ra methemoglobin sau đó liên kết với xyanua và do đó loại bỏ nó khỏi ty thể.
Natri nitrit được sử dụng trong y tế vào thập niên 1920 và 1930. Chất thuốc này nằm trong Danh sách các loại thuốc thiết yếu của Tổ chức Y tế Thế giới, loại thuốc an toàn và hiệu quả nhất cần thiết trong hệ thống y tế. Chi phí sử dụng một lần khử độc xyanua của chất này tại Hoa Kỳ cùng với natri thiosulfat là khoảng 110 USD.